# Flashpoint (film, 1984)
Pour les articles homonymes, voir Flashpoint.
Pour plus de détails, voir Fiche technique et Distribution.
Flashpoint est un film américain réalisé par William Tannen, sorti en 1984.

## Synopsis
Bobby Logan et Ernie Wyatt, deux gardes-frontières texans sur le point de perdre leur emploi trouvent une Jeep des années 1960 incinérée dans le désert et contenant un squelette humain, un fusil à lunette et 800 000 dollars en espèce. Les deux hommes décident de garder l'argent et de rechercher tout de même des informations sur cette étrange véhicule. Le FBI est alerté et débarque sur les lieux : Il se pourrait que la mystérieuse Jeep ait un lien avec l'assassinat de John F. Kennedy. Mais les fédéraux essaient d'étouffer l'affaire, et d'éliminer quiconque ayant un lien avec cette Jeep.

## Fiche technique
- Titre : Flashpoint
- Réalisation : William Tannen
- Scénario : George LaFountaine (roman), adaptation de Michael Butler et Dennis Shryack
- Production : Skip Short, Francette Mace et Michael Appel
- Sociétés de production : HBO Films et Silver Screen Partners
- Musique : Tangerine Dream
- Photographie : Peter Moss
- Montage : David Garfield
- Régisseur d'extérieurs : Jack N. Young
- Pays d'origine : États-Unis
- Format : Couleurs - 1,85:1 - Mono - 35 mm
- Genre : Action, policier, drame, thriller
- Durée : 93 minutes
- Date de sortie : 1984

## Distribution
- Kris Kristofferson : Bobby Logan
- Treat Williams : Ernie Wyatt
- Rip Torn : Le shérif Wells
- Kurtwood Smith : L'inspecteur Carson
- Kevin Conway : Brook
- Tess Harper : Ellen
- Jean Smart : Doris
- Miguel Ferrer : Roget
- Guy Boyd : Lambasino
- Roberts Blossom : Amarillo
- Joaquín Martínez : Pedroza
- Mark Slade : L'inspecteur Hawthorne
- William Frankfather : Lacy
- Terry Alexander : Peterson